# Günter Neumann (Sänger)
Günter Neumann (* 22. August 1938 in Stablack, Ostpreußen) ist ein deutscher Opernsänger (Tenor).

## Leben
Nach einer Ausbildung zum Stahlgussformer in Hennigsdorf kam er – über mehrere Chöre – 1962 zur „Solistenvereinigung des Berliner Rundfunks“. Sein erstes Engagement als Solist erhielt er 1965 an das Hans-Otto-Theater in Potsdam (als Boccaccio von Suppè, in Die Bernauerin von Carl Orff und Belmonte in Die Entführung aus dem Serail). Nach der staatlichen Solistenprüfung im Jahre 1966 wechselte er 1967–1969 an das Deutsche National Theater in Weimar. 1969 wurde Neumann von Walter Felsenstein an die Komische Oper Berlin engagiert, zu deren Ensemble er auch heute noch gehört. Gastverträge führten ihn u. a. nach Hamburg, Köln, Wien, Dresden, Amsterdam, Tokio, Prag, und Budapest.
Wie wenig andere Tenöre kommt der Berliner den Idealen eines mit immerwährender Spiellust und bedingungslosem Einsatzwillen „singenden Schauspielers“ nahe. Er hat ein besonderes Timbre in der Kopfstimme und beherrscht es gleichermaßen, in Operette, Barockoper, Mozart-Opern sowie Wagner- und Strauss-Partien „richtig“ zu singen.
Neumann ist Kammersänger und Träger des Nationalpreises der DDR.

## Partien (Auswahl)
- Vitaliano (Giustino) – 1984, Regie: Harry Kupfer (aufgezeichnet vom DFF)
- Idomeneo (Idomeneo) – 1990, Regie: Harry Kupfer
- Belmonte  (Die Entführung aus dem Serail) – 1982, Regie: Harry Kupfer
- Rienzi (Rienzi, der letzte der Tribunen) – 1990, Regie: Christine Mielitz
- Tannhäuser (Tannhäuser und der Sängerkrieg auf Wartburg)
- Stolzing (Die Meistersinger von Nürnberg) – 1981, Regie: Harry Kupfer
- Manrico (Der Troubadour) – 1969, Regie: Götz Friedrich
- Don Alvaro (Die Macht des Schicksals) – 1971, Regie: Joachim Herz
- Blaubart (Ritter Blaubart) – ab 1983 in der Wiederaufnahme mit Uta Priew als Boulotte, Regie: Walter Felsenstein
- Eisenstein (Die Fledermaus) – 1985, Regie: Harry Kupfer
- Canio (Der Bajazzo) – 1987, Regie: Christine Mielitz
- Rodolfo (La Bohème) – 1983, Regie: Harry Kupfer
- Bruno (Der gewaltige Hahnrei von Berthold Goldschmidt) – 1994, Regie: Harry Kupfer